# Wereldbeker schaatsen 2005/2006 - Ploegenachtervolging mannen
De kalender voor de ploegenachtervolging mannen tijdens de wereldbeker schaatsen 2005/2006 zag er als volgt uit:
| Race | Plaats     | Datum            |
| ---- | ---------- | ---------------- |
| 1    | Calgary    | 12 november 2005 |
| 2    | Heerenveen | 3 december 2005  |
| 3    | Turijn     | 10 december 2005 |

Titelverdediger was het team van Italië dat tijdens de wereldbeker schaatsen 2004/2005 de ploegenachtervolging won.
Deze wereldbekercompetitie was tevens het kwalificatietoernooi voor de Olympische Winterspelen van 2006.

## Podia
| Wedstrijd: | Goud:                                                        | Tijd       | Zilver:                                                     | Tijd    | Brons:                                                       | Tijd    |
| Calgary    | Canada Arne Dankers Steven Elm Denny Morrison                | 3.39,69 WR | Nederland Remco Olde Heuvel Rintje Ritsma Jochem Uytdehaage | 3.41,63 | Rusland Jevgeni Lalenkov Dmitri Sjepel Ivan Skobrev          | 3.43,05 |
| Heerenveen | Nederland Sven Kramer Wouter Olde Heuvel Carl Verheijen      | 3.43,77    | Canada Arne Dankers Denny Morrison Justin Warsylewicz       | 3.44,98 | Italië Stefano Donagrandi Enrico Fabris Ippolito Sanfratello | 3.46,74 |
| Turijn     | Italië Stefano Donagrandi Enrico Fabris Ippolito Sanfratello | 3.49,57    | Verenigde Staten KC Boutiette Chad Hedrick Derek Parra      | 3.51,33 | Noorwegen Håvard Bøkko Eskil Ervik Mikael Flygind Larsen     | 3.51,58 |

## Eindstand
In de wereldbekerwedstrijden deden van sommigen landen (o.a. Canada, Duitsland, Japan, Nederland en de Verenigde Staten) meerdere teams mee waarbij alleen de snelste tijd telde voor de berekening van het puntenaantal. Alle schaatssters die meegereden hebben staan genoemd, ook als ze niet expliciet hebben bijgedragen aan het puntentotaal van hun land.
| #      | Land             | Schaatsers                                                                                        | CAL | HEE | TUR | Totaal |
| ------ | ---------------- | ------------------------------------------------------------------------------------------------- | --- | --- | --- | ------ |
| Goud   | Canada           | Dankers, Elm, Molicki, D. Morrison, J. Morrison, Parker, Warsylewicz                              | 100 | 80  | 36  | 216    |
| Zilver | Italië           | Anesi, Donagrandi, Fabris, Sanfratello                                                            | 28  | 70  | 100 | 198    |
| Brons  | Nederland        | De Jong, Kramer, R. Olde Heuvel, Van der Rijst, Ritsma, Tuitert, Uytdehaage, Verheijen, Wennemars | 80  | 100 | -   | 180    |
| 4      | Noorwegen        | Andersen, Bøkko, Borgersen, Ervik, Grødum, Larsen                                                 | 60  | 50  | 70  | 180    |
| 5      | Verenigde Staten | Boutiette, Cheek, Hedrick, Leveille, Mull, Parra                                                  | 50  | 45  | 80  | 175    |
| 6      | Rusland          | Boerljajev, Detisjev, Joenin, Kibalko, Krasjeninin, Lalenkov, Sjepel, Skobrev                     | 70  | 60  | 32  | 162    |
| 7      | Japan            | Doi, Hirako, Miyazaki, Sugimori, Ushiyama, Yasuda                                                 | 45  | 36  | 60  | 141    |
| 8      | Duitsland        | Breuer, Dallmann, Friesinger, Heythausen, Leger, Lehmann, Schneider                               | 40  | 40  | 45  | 125    |
| 9      | Polen            | Bluj, Chmura, Kustra, Mazur, Niedźwiedzki, Puszkarski, Zygmunt                                    | 32  | 28  | 40  | 100    |
| 10     | Zuid-Korea       | Lee S-hw, Lee J-w, Mun, Yeo                                                                       | 36  | 32  | 28  | 96     |
| 11     | Zweden           | M. Falk, S. Falk, Friberg, Röjler, Zachrisson                                                     | 24  | 14  | 50  | 88     |
| 12     | Kazachstan       | Babenko, Beljajev, Kostin, Obaturov, Smirnov, Zjigin                                              | 16  | 21  | 24  | 61     |
| 13     | Roemenië         | Băcilă, Grozea, Ionescu                                                                           | 18  | 16  | 21  | 55     |
| 14     | Finland          | Brandt, Rosendahl, Valtonen                                                                       | 24  | 24  | 0   | 48     |
| 15     | Zwitserland      | Bosker, Caflisch, Hänggi, Litscher                                                                | -   | 10  | 18  | 28     |
| 16     | Frankrijk        | Briand, Contin, Loy                                                                               | -   | 18  | -   | 18     |
| 17     | Tsjechië         | Haselberger, Kulma, Vtípil                                                                        | -   | 12  | -   | 12     |